# المسيحية والوثنية

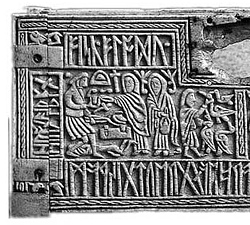

يُستخدم مصطلح الوثنية بشكل شائع للإشارة إلى ديانات متنوعة منفصلة بشكل كبير وُجدت خلال العصور القديمة والوسطى، مثل الديانات اليونانية الرومانية التابعة للإمبراطورية الرومانية، بما في ذلك عبادة الأباطرة الرومانيين والديانات الغامضة المختلفة، والديانات التوحيدية مثل الأفلاطونية المحدثة والغنوصية، والديانات العرقية الأكثر محلية التي تُمارس داخل الإمبراطورية وخارجها. استُخدم هذا المصطلح خلال العصور الوسطى للإشارة إلى الديانات التي تُمارَس خارج الإمبراطورية الرومانية السابقة أيضًا، مثل الوثنية الجرمانية، والوثنية المصرية، والوثنية البلطيقية.
من وجهة نظر المسيحيين الأوائل، وُصفت هذه الأديان كلها بأنها إثنية (أو جنتايل «غير يهودية»، إثنيكوس باليونانية، جنتيليس باللاتينية، الأغيار بالعبرية، واستُعيض عنها في ما بعد بالوثنية) على عكس يهودية الهيكل الثاني. بحلول أواخر العصور الوسطى، أزالت المسيحية تلك الديانات التي يُشار إليها بالوثنية من خلال مزيج من التحول الديني السلمي والاضطهاد والغزو العسكري للشعوب الوثنية، ويُعتبر التنصير في ليتوانيا في العقد الأول من القرن الخامس عشرعادةً علامةً على نهاية هذه العملية. لم يُستخدم مصطلح «وثني» للإشارة إلى الشعوب غير المسيحية التي تفاعل المسيحيون معها بعد تلك المرحلة، كما هو الحال خلال فترة الاستعمار.

## الأصول
نشأت المسيحية الأولى بصفتها حركةً داخل يهودية الهيكل الثاني، متبعةً تعاليم يسوع الناصري. ومع الإرسالية التبشيرية لكل من اليهود والجنتايل (غير اليهود)، انتشرت المسيحية بسرعة إلى الإمبراطورية الرومانية الكبرى وما وراءها. هنا أصبحت المسيحية على اتصال مع الديانات الوثنية المسيطرة. يروي الفصل التاسع عشر من كتاب سفر أعمال الرسل أحداث الشغب التي وقعت في مدينة أفسس، التي حرّض عليها صائغو الفضة الذين صنعوا صورًا لأرتميس، وكانوا قلقين من أن نجاح بول سيوقف أعمالهم التجارية.
بحلول القرن الثاني، تحول العديد من المسيحيين من الوثنية. سُجلت هذه الصراعات في أعمال الكتّاب المسيحيين الأوائل مثل القديس جاستن، وأيضًا في التقارير المناهضة من قبل بعض الكتّاب مثل تاسيتس وسويتونيوس.

### اضطهاد المسيحيين الأوائل
تعرضت المسيحية للاضطهاد من قبل السلطات الإمبراطورية الرومانية في وقت مبكر من تاريخها ضمن الإمبراطورية الكبرى. بحلول أوائل القرن الثاني، لم يعد يُنظر إلى المسيحيين على أنهم جزء من طائفة يهودية، بل اعتُبِروا مُنتمين إلى واحدة من العديد من الطوائف الأجنبية التي تسللت إلى الإمبراطورية. أصبحوا معروفين بصورة تدريجية نتيجة غيابهم عن أنشطة المهرجانات اليهودية حيث تحدث طقوس من التضحيات من أجل صحة الإمبراطور ورفاه الإمبراطورية، وهو سلوك يحمل «نوعًا من تدنيس المقدسات وخيانتها».

#### الاضطهاد في عهد الإمبراطور نيرو، 64-68 ميلادي
ظهرت أول حالة موثقة من اضطهاد المسيحيين تحت إشراف إمبراطوري في الإمبراطورية الرومانية في عهد الإمبراطور نيرو (37-68). في عام 64 ميلادي، اندلع حريق كبير في روما، دمر أجزاءً من المدينة ودمر الشعب الروماني اقتصاديًا. اشتبه المؤرخ سويتونيوس بنيرو نفسه أنه هو مفتعل الحرائق. ذكر تاسيتُس في حولياته (الذي ادّعى أن نيرو كان في أنتيوم في وقت اندلاع الحريق) أنه «للتخلص من التقرير، ثبت نيرو التهمة على فئة مكروهة لأفعالهم الشنيعة دُعيوا المسيحيين من قبل العامة، وأُلحق بهم أقسى أنواع التعذيب» (تاسيت، حوليات 15). لم يذكر سويتونيوس، في وقت لاحق من هذه الفترة، أي اضطهاد بعد الحريق، ولكن في فقرة سابقة لا صلة لها بالحريق، ذكر العقوبات التي فُرضت على المسيحيين الذين عُرفوا بأنهم رجال يتبعون خرافة مسيئة وجديدة. ومع ذلك، لم يحدد سويتونيوس أسباب العقوبة، فقد ذكر الحقائق فقط مع غيرها من الانتهاكات التي ارتكبها نيرو.

#### الاضطهاد منذ القرن الثاني وحتى عهد قسطنطين
بحلول منتصف القرن الثاني، كان الرعاع على استعداد لرمي الحجارة على المسيحيين، ربما بتحريض من قبل الطوائف المتنازعة. كان الاضطهاد في مدينة ليون مسبوقًا بالعنف الذي مارسه الرعاع، مثل الاعتداءات والسرقات والرجم (يوسابيوس، كتاب  التاريخ الكنسي 5.1.7). استمرت المزيد من حالات الاضطهاد غير الممنهجة حتى القرن الثالث، رغم إصدار كتاب تيرتوليان الدفاع لعام 197 الذي كُتب ظاهريًا دفاعًا عن المسيحيين المضطهدين ووُجه إلى الحكام الرومان.
لم يكن هناك اضطهاد للمسيحيين على نطاق الإمبراطورية حتى عهد الإمبراطور ديكيوس في القرن الثالث. صدر مرسوم يقضي بالتضحية العامة، وهو إجراء شكلي يدل على الولاء للإمبراطور والنظام المعمول به. اتُّهم المسيحيون الذين رفضوا ذلك بالمعصية وعُوقبوا بالاعتقال والسجن والتعذيب و/أو الإعدام. امتثل بعض المسيحيين للمرسوم وحصلوا على شهادات اسمها ليبيلي (وثيقة موجزة مكتوبة بصفحات مفردة) دلت على امتثالهم له، وهرب آخرون إلى أماكن آمنة في الريف. ناقشت عدة مجالس في قرطاج مدى قبول المجتمع العلمانيين ذوي الثقافة المسيحية.

#### الاضطهاد من قبل الإمبراطور ديوكلتيانوس
بلغت حالات الاضطهاد ذروتها في عهد ديوكلتيانوس وغاليريوس في نهاية القرن الثالث وبداية القرن الرابع. بدأ الاضطهاد بظهور سلسلة من أربعة مراسيم حظرت الممارسات المسيحية وأمرت بسجن رجال الدين المسيحيين، ثم اشتد حتى خُيّر جميع المسيحيين بين تقديم الأضحيات للآلهة أو مواجهة الإعدام الفوري. استمر هذا الاضطهاد حتى أجاز قسطنطين الأول، ومعه ليسينيوس، المسيحية عام 313. لم يكن معروفًا حتى عهد ثيودوسيوس الأول في أواخر القرن الرابع أن المسيحية ستصبح كنيسة الدولة للإمبراطورية الرومانية. بين هذين الحدثين، أعاد يوليان الثاني إحياء الديانة اليونانية الرومانية التقليدية مؤقتًا وأسّس تسامحًا دينيًا واسعًا، مجددًا بذلك العداوات الوثنية والمسيحية.

ذُكر في الموسوعة الكاثوليكية الحديثة أن «كتّاب السيرة المقدسة القدامى والقروسطيين والحديثين المبكرين كانوا يميلون إلى المبالغة في تقدير عدد الشهداء. لأن لقب الشهيد هو أعلى لقب يمكن للمسيحي أن يطمح إليه، فإن هذا الميل فطري». اعتمدت محاولات تقدير الأرقام هذه حتمًا على مصادر غير كافية تمامًا، ولكن قدّر أحد مؤرخي الاضطهاد الأعداد الإجمالية بين 5,500 و6,500، وهو عدد تبناه أيضًا كتّاب آخرون بمن فيهم يوفال نوح هراري:
خلال السنوات الثلاثمئة التي امتدت من صَلب المسيح إلى تحول ديانة الإمبراطور قسطنطين، بدأ الأباطرة الرومان المشركون بما لا يزيد عن أربعة اضطهادات عامة للمسيحيين. حرّض المسؤولون والمحافظون المحليون على بعض أعمال العنف ضد المسيحيين. ومع ذلك، إذا جمعنا كل ضحايا هذه الاضطهادات، يتضح أنه خلال القرون الثلاثة هذه، لم يقتل الرومان المشركون أكثر من بضعة آلاف من المسيحيين.

### حظر الوثنية واضطهادها في الإمبراطورية الرومانية
أجاز مرسوم ميلانو لعام 313 أخيرًا المسيحية، وأكسبها امتيازات حكومية ودرجة من الموافقة الرسمية في عهد قسطنطين الذي منح بعض الامتيازات مثل الإعفاءات الضريبية لرجال الدين المسيحيين. في الفترة بين عامي 313 و391 ميلادي، كانت الوثنية والمسيحية كلتاهما ديانتَين شرعيتين، تنافس أتباعهما على السلطة في الإمبراطورية الرومانية. تُعرف هذه الفترة الانتقالية أيضًا باسم التحول القسطنطيني. خلال أول قرنين من الإمبراطورية البيزنطية، كانت السياسة الرسمية تجاه الوثنية حذرة ومتسامحة. في عام 380، جعل ثيودوسيوس الأول من المسيحية النيقية كنيسةَ الدولة للإمبراطورية الرومانية. استمر التسامح مع الوثنية أيضًا مدة 12 عامًا، حتى عام 392 حين أصدر ثيودوسيوس تشريعًا يحظر جميع العبادات الوثنية. تعرضت الأديان الوثنية ابتداء من هذه النقطة للاضطهاد بشكل متزايد، وهي عملية استمرت طوال القرن الخامس. ومع ذلك، حتى مع إغلاق الأكاديمية الأفلاطونية الحديثة بموجب مرسوم من الإمبراطور جستينيان الأول في عام 529، سُمح لفلاسفتها بالبقاء داخل الإمبراطورية دون أن يتحولوا إلى الديانة المسيحية، مع أن العديد من علمائها اختاروا الانتقال إلى الإمبراطورية الساسانية الفارسية الأكثر تسامحًا.